# St. Nikolaus (Berlin-Friedrichshain)

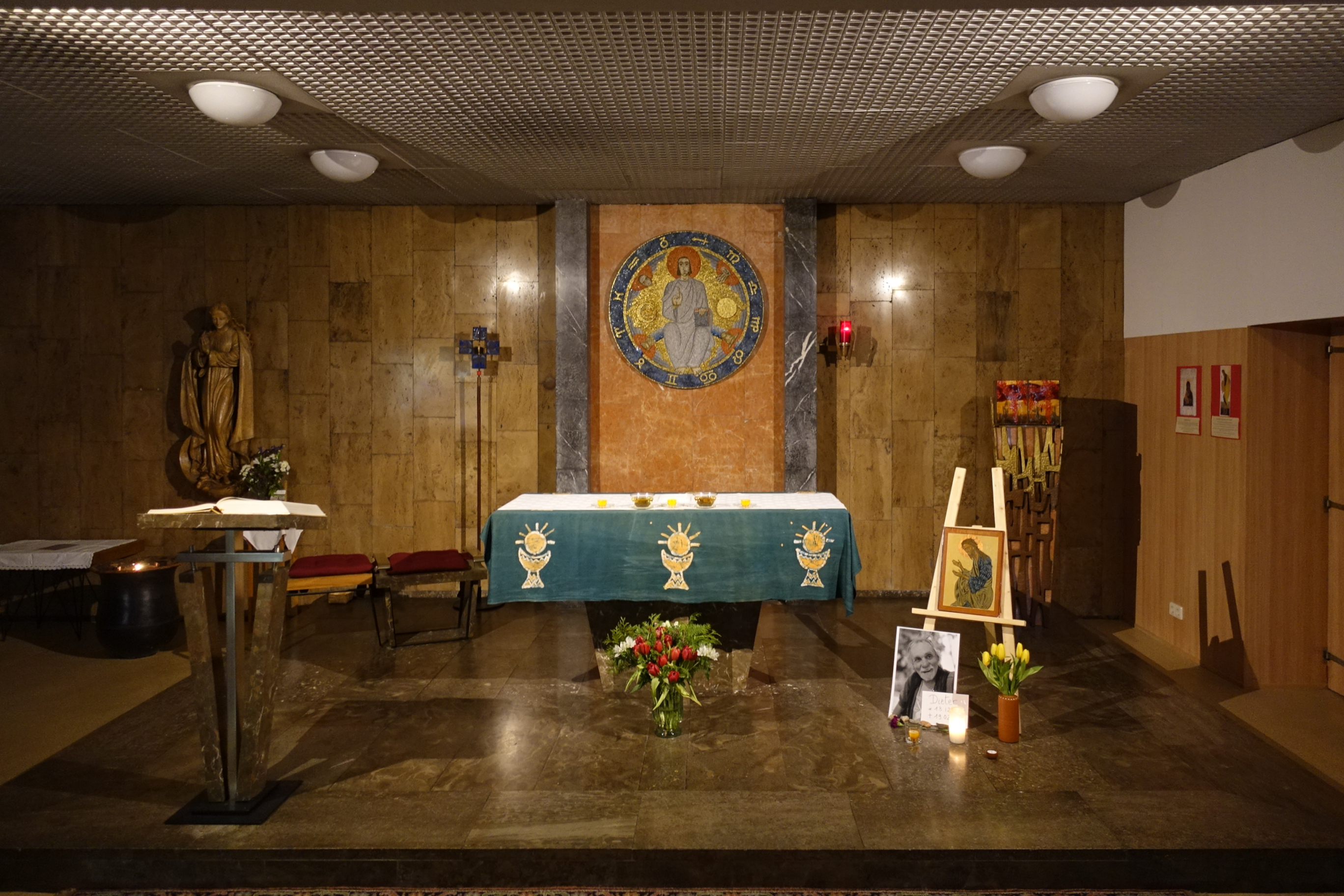
Kirchsaal von St. Nikolaus

Die Kirche St. Nikolaus ist Teil eines Bauensembles in der Hildegard-Jadamowitz-Straße 25 in Friedrichshain, die Lage ist gegenüber der Einmündung der Kadiner Straße. Die Kirche hat eher den Charakter einer kleinen Kapelle und befindet sich im Souterrain des Seitenflügels des Ensembles. Patron der Kirche ist der heilige Nikolaus von Myra. 

## Geschichte
Das 1898 errichtete Gebäude St. Nikolaus nahe dem Frankfurter Tor diente der Kongregation der Schwestern von der hl. Elisabeth als Kirche. Es wurde während des Zweiten Weltkriegs so schwer beschädigt, dass es abgetragen werden musste. Nur ein wieder aufgebauter, kleiner Gottesdienstraum erinnert an die alte Kirche. 
Während der DDR-Zeit war St. Nikolaus Zentrum der katholischen Studierendengemeinde „Maria sedes sapientiae“ im Ostteil der Stadt. Seit 2004 ist die Gemeinschaft Brot des Lebens hier ansässig. Die katholische Lebensgemeinschaft hofft, die Kirche wieder aufzubauen. Das bestehende zweigeschossige Haus soll um drei Etagen erweitert werden. Es soll somit in seine ursprüngliche Größe vor den Kriegsschäden gebracht werden. Die Kapelle soll zukünftig unters Dach und somit näher am Himmel sein.
Zur Pfarrei gehören heute die Kirchen St. Pius, St. Antonius sowie der Gottesdienststandort St. Nikolaus.

## Gesellschaftlicher Kontext
Die Entwicklungen nach dem Zweiten Weltkrieg in St. Nikolaus sind nicht ohne den gesellschaftlichen Kontext zu verstehen. In vielen Städten Deutschlands waren Kirchen im Krieg zerstört oder stark beschädigt worden. Nach der Teilung in vier Besatzungszonen und vier Sektoren in Berlin sowie der Koexistenz zweier deutscher Staaten zwischen 1949 und 1990 verlief die Entwicklung sehr unterschiedlich. Während im Westen viele Kirchen wieder aufgebaut wurden, war das Verhältnis zwischen Staat und Kirche im Osten (SBZ bzw. später DDR) problematischer. Daher wurden weit weniger Kirchen wieder aufgebaut, teilweise die Ruinen abgebrochen oder (wie bei St. Nikolaus) der erhaltene Rest nur notdürftig gesichert und erhalten. Dies bildet sich unmittelbar in der Kirchenlandschaft Friedrichshains ab. Zahlreiche stadtbildprägende Kirchen (Markuskirche, Lazaruskirche, Andreaskirche, Elimkirche) sind ganz aus dem Stadtbild verschwunden, hier werden inzwischen teils die Gemeindehäuser auch für Gottesdienste genutzt. An zwei Standorten sind bescheidenen Notkirchen in Nebenstraßen entstanden (Christus-Kirche/Holzkirche, Offenbarungskirche). Somit bildet die andere Präsenz von christlichen Bauten in der Stadt auch den veränderten gesellschaftlichen Status ab. Während einige erhaltene Großkirchen, wie die Samariterkirche, noch ihren Kiez und wichtige Straßenachsen mit hohem Turm und teils axialer Ausrichtung machtvoll dominieren, treten Kirchen wie St. Nikolaus oder die Holzkirchen in Bescheidenheit bzw. ostentativer Armut auf: als Orte der Stille und des Gebetes am Wegesrand, sowie als Versammlungsstätten der Gemeinde zur Verkündigung und zum Lobpreises Gottes.

## Baubeschreibung
Die Kirche liegt heute ziemlich versteckt. Sie ist nur über die Hildegard-Jadamowitz-Straße zu erreichen und ist Teil eines Bauensembles aus Vorderhaus und Seitenflügel sowie eine den Hof umgebende hohe Mauer. Die Kirche selbst befindet sich im Innen- / Hinterhof des Gebäudes, ist daher nur durch Durchschreiten des Vorderhauses von der Hildegard-Jadamowitz-Straße aus erreichbar. Sie hat eher den Charakter einer kleinen Kapelle. Die Erreichbarkeit über die Karl-Marx-Allee ist nicht mehr möglich, da die Bauten der ehemaligen Stalinallee den ganzen Bereich zur Allee hin abriegeln. Vom Frankfurter Tor aus und von der Karl-Marx-Allee aus gesehen, liegt die Anlage scheinbar im Hinterhof hinter dem südlichen Turm des Frankfurter Tors. Das Ensemble ist durch eine in die Bauten der Karl-Marx-Allee integrierte Kolonnade am Frankfurter Tor wie durch ein Nadelöhr zu erreichen. Durch die Kolonnaden hindurch ist das Ensemble bei genauem Hinsehen auch im Hintergrund optisch zu erahnen, aber nicht als Kirche erkennbar.
Das Ensemble verfügt über keinen Turm oder andere Merkmale, die von außen darauf hinweisen, dass es sich um eine Kirche handelt. Die Anlage ist zudem sehr unscheinbar, da niedriger und weniger aufwendig gestaltet als alle umgebenden Bauten. Zudem wirkt es wie ein Fremdkörper, weil es in dem Straßenabschnitt das einzige verbliebene Gebäude ist.
Hier stand bis zum Ende des Zweiten Weltkriegs eine Kirche im Hof in einem Stadtviertel der Gründerzeit. Mit dem Bau der Stalinallee in den 1950er Jahren wurde das Gebiet allerdings komplett umgestaltet. Auf den Grundmauern der alten St.-Nikolaus-Kirche wurde ein kleines unscheinbares zweigeschossiges Haus errichtet. Der Gottesdienstraum befindet sich im Seitenflügel, der durch den Hausflur des Vorderhauses erreicht wird. An der Eingangstür an der Straße weist ein Schild auf die Kirche hin.

## Ausstattung
Trotz des kleinen Raumes gibt es einen Altar, Bänke und ein Wandgemälde mit der Darstellung des Kreuzwegs, 1984 ausgeführt von Wolfgang Wiesinger. Eine spätgotische, hölzerne Skulptur weist auf den Patron der Kirche hin. Ein rundes Mosaik an der Altarwand schuf 1955 Bernd Schmidt. Der Altarraum wurde 1967 umgestaltet.